# Klubbsjön (Härnösands socken, Ångermanland)
Klubbsjön är en sjö i Härnösands kommun i Ångermanland och ingår i Ångermanälven-Gådeåns kustområde. Sjön har en area på 0,114 kvadratkilometer och ligger 4,7 meter över havet. Klubbsjön ligger i Smitingen-Härnöklubb Natura 2000-område.

## Delavrinningsområde
Klubbsjön ingår i det delavrinningsområde (694465-161314) som SMHI kallar för Rinner till S Höga kustens kustvatten. Medelhöjden är 47 meter över havet och ytan är 14,79 kvadratkilometer. Det finns inga avrinningsområden uppströms utan avrinningsområdet är högsta punkten. Avrinningsområdets utflöde mynnar i havet, utan att ha någon enskild mynningsplats.